# بن بوافني
بن بوافني (الاسم العلمي:Coffea boiviniana) هو نوع من النباتات يتبع جنس البن من الفصيلة الفوية. سمي هذا النوع نسبةً إلى عالم النبات فرنسي لويس هياسنت بوافن.